# Ekoregion
Ekoregion (ekologisk region), ibland kallad bioregion, är ett ekologiskt och geografiskt område som är mindre än en djurgeografisk region men stort nog att innefatta ett flertal olika biotoper. 
Ekoregioner täcker relativt stora land- eller vattenområden och innehåller kännetecknande, geografiska samlingar av naturliga växt- och djursamhällen och sammansättningen av arter i dessa. Biodiversiteten hos floran, faunan och ekosystemen som kännetecknar en ekoregion tenderar att urskilja sig från andra ekoregioner.

## Sveriges limniska ekoregioner
Sveriges sötvattensförekomster är indelade i sju limniska ekoregioner baserat på klimat och naturgeografi:
1. Fjällen över trädgränsen
2. Norrlands inland, under trädgränsen över högsta kustlinjen
3. Norrlands kustland, under högsta kustlinjen
4. Sydöst, söder om norrlandsgränsen, inom vattendelaren till Östersjöns avrinningsområde, under 200 m ö.h.
5. Södra Sveriges, Skånes och Blekinges kust samt del av Öland.
6. Sydväst, söder om norrlandsgränsen, inom vattendelaren till Västerhavets avrinningsområde, under 200 m ö.h.
7. Sydsvenska höglandet, söder om norrlandsgränsen, över 200 m ö.h.